# 光荣的愤怒
《光荣的愤怒》是2006年上映的中国电影，由曹保平执导，吴刚、王砚辉、李晓波、朱义、孔庆三等主演。影片改编自阙迪伟1997年发表在《上海文学》上的小说《乡村行动》。